# Цанко Нушев
Цанко Нушев Златев е български революционер, терорист и деец на Вътрешната македоно-одринска революционна организация и Вътрешната македонска революционна организация.

## Биография
Цанко Нушев е роден на 2 април 1882 година в светиниколското село Неманици, тогава в Османската империя. Остава неграмотен, а в 1904 година е привлечен от Мише Развигоров към ВМОРО. До 1910 година работи като легален деец в родното си село, но на 20 юли същата година влиза в четата на Тодор Александров. Заминава за кратко за България, а по-късно същата година се връща в Македония с кратовската чета на Лазар Тодоров заедно със съселянина си Йордан Ставрев. През 1911 година става четник в щипската чета на Иван Бърльо, а след това в скопската чета на Тодор Александров, която избива куриерите на новояпоявила се турска контрачета в Мечкуевци. Прави опит да взриви каймакамлъка в Щип с бомба, като част от Магарешките атентати, но тя не избухва. През 1912 година е четник в четите на Дончо Ангелов в Кратовско, Иван Бърльо в Щипско, Ванчо Джолин и Илия Которкин в Тиквешко. С него четници са Григор Бучевски, Пано Мечкуевски, Милан Петрушев и Вицо Лазаров.
Четата на Которкин води кърваво сражени на Кожух, където я заварва Балканската война. След избухването на войната Златев и Милан Петрушев се връщат в Неманици, но там са арестувани като български комити от новите сръбски военни власти. Освободени са през декември и на 18 януари 1913 година заминават за брега на Мраморно море, където се включват в Македоно-одринското опълчение в четата на Тодор Александров.
В Междусъюзническата война участва с четата на Тодор Стоянов в Тиквешко. При обявяването на война четата прекъсва железопътната линия при Демир Капия и пленява група сръбски войници и офицери. На следния ден четата води сражение със сърбите при Пръждево. Към нея се присъединява четата на Христо Чернопеев и двете чети заминават за Неготино и Кавадарци, където водят нови сражения със сърбите.
През септември 1913 година Цанко Нушев влиза в Македония с четата на Лазар Тодоров, за да възстанови революционната организация в Кратовска, Кочанска и Щипска околия. През януари 1914 година четата се връща в България. Същата година Златев навлиза в Кочанско с четата на Симеон Клинчарски, а през 1915 година отново е четник на Лазар Тодоров в Щипско, където го заварва Първата световна война. При избухването на войната Златев влиза в Партизанския отряд на Единадесета пехотна македонска дивизия на Никола Лефтеров. Получава орден „За храброст“.
След края на войната участва във възстановяването на ВМРО и още в края на 1918 година по заповед на Тодор Александров влиза в Щипско с още четирима четници с разузнавателна цел. В 1919 година е четник при Лазар Тодоров и Лазар Кльонков в Щипско, в 1920 година при Лазар Тодоров, през 1921 година при Иван Бърльо пак в Щипско. В 1922 година води малко отделение четници в Кумановско, а в 1923 година е в четата на Мите Опилски в Кратовско, а през 1924/1925 година е отново четник при Иван Бърльо в Щипско. След това в 1926 година навлиза в Македония с Герасим Янев заедно с четниците Андрея Манев Барутчийски от Ранчанци, Гьощо Христов Доганджийски от Долно Трогерци, Ванко Дачев Тошев от Неманици, Георги Спанчевски и Мите Каракащев от Кочанско. Участва в голямото сражение при Цървени камъни. Четата е открита от сърбите и заедно с трима куриери води 13-часово сражение, в което загиват 24 сърби и са ранени 3 българи. През 1927 година Златев е четник при Герасим Янев в Босилеградско и участва в нападението над сръбския участък в село Извор.
Между 1 октомври 1927 и 24 януари 1934 година работи в мина в Перник като охрана, след което продължава да живее в България.